# Ginga densetsu Weed
Ginga densetsu Weed (銀牙伝説WEED? lett. "Zanna d'argento: La leggenda di Weed"), spesso abbreviato in GDW, è un manga giapponese, scritto e illustrato da Yoshihiro Takahashi.
Si tratta del seguito di Ginga: Nagareboshi Gin, e si incentra su Weed, un ibrido akita inu-kishu, figlio di Gin, (protagonista della serie originale) che lascia la sua città natale per cercare il padre nella montagne di Ohu. Al suo arrivo, Weed inizia immediatamente a proteggere Ohu e i suoi soldati da pericolose minacce. Col progredire della serie, Weed in viaggio con i suoi alleati in tutto il Giappone, aiuta chi ha bisogno.
L'editore Nihon Bungeisha ha pubblicato 60 volumi rilegati e successivamente ha ristampato la serie in 22 albi. La ComicsOne ha curato l'edizione nordamericana del manga, ma ha pubblicato solo i primi tre volumi per poi interromperne la pubblicazione a causa delle scarse vendite. Nel 2005, lo Studio Deen ne ha tratto una serie televisiva anime, trasmessa su Animax. La serie è stata pubblicata in DVD in Giappone tra il 2006 e il 2007.
Nel 2002 Takahashi ha pubblicato un prequel intitolato Ginga Densetsu Riki, che segue il padre di Gin, Riki. Un sequel, Ginga Densetsu Weed: Orion, è invece iniziato nel 2009 e segue le vicende dei quattro figli di Weed: Orion, Sirius, Rigel e Bellatrix.

## Trama
Diversi anni dopo gli eventi di Ginga: Nagareboshi Gin, il figlio di Gin, Weed, è nato nelle Alpi giapponesi. 
Dopo che la madre del cucciolo, Sakura, muore di malattia, un setter inglese di nome GB decide di portarlo nelle montagne di Ohu per riunirsi con suo padre. GB decide di chiamare il cucciolo Weed, come la parola inglese per pianta selvatica, perché "piccolo ma potente". Una volta arrivati a Ohu, la coppia viene a sapere che una creatura mostruosa sta devastando e Ohu mandando tutto nel caos. Weed e GB, durante il cammino incontrano Smith, un vecchio soldato di Ohu e una squadra di cani guidati dal cane da pastore tedesco Jerome. Lui spiega che il mostro è un cane mutato che fuggito da un laboratorio dopo aver ucciso diversi scienziati. Così Weed si unisce a loro e riescono ad uccidere il mostro, anche se perdono diversi soldati. 
Intanto incontrano Mel, un cucciolo di golden retriever, Ken, un alano, figlio di Ben, e Kagetora, figlio di uno dei Kai Brothers, Kurotora.
La serie prosegue con Hougen e Genba, due fratelli che hanno intenzione di creare un esercito e rovesciare quello di Gin. Quando Gin e i suoi consiglieri John e Akame sono trovati da Hougen e le sue truppe, Akame sfugge per avvisare Ohu, mentre Gin, John, e Hiro (un cane fedele a Gin) sono presi come ostaggi. John riesce a scappare, ma viene ucciso mentre agisce come un diversivo per fare fuggire Hiro insieme a una cagnetta di nome Reika, anche lei presa in ostaggio. Akame individua Weed e gli spiega la situazione, spingendolo a cercare i cani per unirsi all'esercito di Ohu e così fa. Durante il percorso reclutano Hiro cane da montagna dei Pirenei, sfuggito da Hougen, un kishu di nome Kyoushiro, un borzoi, Rocket e i fratelli di Kagetora. 
Dopo che Hougen, uccide il fratello Genba perché gravemente malato, comincia a reclutare più cani possibili. Intanto Gin riesce a fuggire e raggiunge il figlio.
Arrivati agli scontri finali, Weed affronta Hougen, ma dopo una lunga lotta sanguinosa decide di lasciarlo vivere ma quest'ultimo viene ucciso da un colpo di fucile da un umano che era lì nei paraggi.
Più tardi, Weed incontra un cane di nome Yukimura, e apprende che un gruppo di scimmie terrorizza la zona. A guidare il branco è Shogun, un babbuino malvagio che si nutre di giovani scimmie e cuccioli di cani. Shogun aveva in precedenza attaccato la sua famiglia di Yukimura, ma poi salvato da Saheiji, suo padre adottivo. Così, Weed, i suoi compagni decidono di aiutare Yukimura, e attaccano Shogun e i suoi seguaci. Yukimura riesce a uccidere Shogun ma rimane ucciso anche lui. Dopo la sua morte, Saheiji rivela che a Weed che Yukimura era suo fratello: Sakura, troppo malata per prendersi cura dei suoi figli, aveva dato due dei suoi cuccioli a Saheiji per crescerli come figli adottivi.
Mentre Jerome è in Hokkaidō, viene catturato da un pastore tedesco di nome Victor, che mira a conquistare l'isola. Jerome riesce a fuggire e avvisa Hakurō, un ex soldato che risiede in Hokkaidō. Hakurō e molti dei suoi figli sono stati attaccati e uccisi dalle forze di Victor. Gin e Weed vanno a Hokkaidō, ma non sono in grado di sconfiggere le truppe di Victor. Jerome riunisce i soldati di Ohu con Maxim e sua sorella Lydia, due sottoposti di Victor. Arrabbiato per il tradimento, Victor ordina all'amico di Maxim, Alam, di ucciderlo. Alam sente un forte rammarico per gli ordini successivi, ma scopre più tardi che Lydia e Maxim sono passati dalla parte di Ohu. Alam decide di annegare Victor trascinandolo sott'acqua. Con la morte di Victor e dello stesso Alam, Lydia sceglie di stare con Jerome, diventando sua compagna, mentre Maxim e i suoi aiutanti decidono di andare in Russia, la loro patria natale.
Durante il viaggio, Weed incontra l'altro fratello, Joe; lasciato insieme a Yukimura a Saheiji. Egli spiega che un grande orso ha attaccato e ucciso la sua compagna, Hitomi e i suoi cuccioli, lasciandogli in vita un solo cucciolo: Koujiro. Weed e il suo gruppo si uniscono a Joe per sconfiggere l'animale. Durante la battaglia, GB muore salvando Weed, ed essi giura di vendicarlo. Weed insieme al fratello uccidono l'orso con l'attacco del loro nonno Riki: Lo Zetsu Tenrou Battouga. Dopo il lungo viaggio, Weed viene a sapere che la sua compagna, Koyuki, è incinta. Settimane dopo, dà alla luce quattro cuccioli.

## Personaggi

### Weed e la sua famiglia
- Weed (ウイ-ド) Akita Inu

Il protagonista, giovane figlio di Gin avuto dalla relazione di questi con la kishu Sakura. All'inizio della storia, quando il paradiso delle montagnie di Ohu viene attaccato da una mostruosa creatura, Gin ordina al suo fidato soldato ed ex-compagno Smith di portare Sakura, incinta di suo figlio, al sicuro verso le alpi più a nord. A causa di un evento imprevisto però, Smith e Sakura finiscono separati lungo la via e la femmina da alla luce e cresce il proprio cucciolo da sola per diverso tempo, finedo poi con l'ammalarsi. Il giovane figlio di Weed, una volta cresciuto abbastanza inizia poi a prendersi cura di lei, fino al suo incontro con il setter inglese GB e, in seguito, anche con Smith. Dopo la morte dell'amata madre, GB stesso darà al cucciolo il nome Weed, mentre Smith onererà l'ultimo desiderio di Sakura in punto di morte, ovvero di guidare Weed a Ohu, per fargli incontrare suo padre, e da lì inizieranno le sue avventure. Weed dimostrerà più volte di avere una personalità molto simile a quella del padre: coraggioso, compassionevole e con un innato senso della giustizia, sempre pronto ad aiutare chi ne ha bisogno e a difendere i suoi amici. Essendo figlio di Gin, è inoltre l'unico dopo il padre e il nonno Riki a saper usare correttamente il devastante Zetsu Tenrō Battōga, l'attacco che Gin usò per sconfiggere il gigantesco orso-demone Akakabuto nel precedente capitolo. Dopo la sconfitta del malvagio Hougen, Weed, riconosciuto come degno successore da Gin, prenderà il suo posto come capobranco di Ohu. Doppiato da Sachi Kokuryu.
- Gin (銀) Akita Inu

Il padre di Weed, divenuto ormai una leggenda fra tutti i cani del Giappone dopo gli eventi di Ginga Nagareboshi Gin, in cui alla guida di un enorme esercito di cani da tutto il paese, sconfisse il mostruoso orso Akakabuto, per poi fondare un vero e proprio paradiso per cani nel suo ex-territorio tra le montagne di Ohu, il passo Futago. Durante la storia finirà prigioniero del crudele Hougen, che con il suo branco intende conquistare il paradiso da lui creato e diventare il cane più potente di tutto il Giappone. Verrà infine salvato da Weed e il suo gruppo e sarà al suo fianco nella battaglia contro Hougen, al termine della quale cederà il posto di capobranco al figlio. Doppiato da Hiroki Tōchi.
- Sakura (銀) Kishu

Madre di Weed e compagna di Gin. Gentile e premurosa, finisce con l'ammalarsi poco dopo aver dato alla luce Weed. Morirà all'inizio della storia, non prima di chiedere al fedele Smith e a GB di riportare Weed a Ohu, in modo che possa incontrare suo padre. Doppiata da Rei Sakuma.
- Riki (銀) Akita Inu

Padre di Gin e nonno di Weed, deceduto durante gli eventi di Ginga Nagareboshi Gin. Viene citato in alcune occasioni durante la storia.